# Praia Inhame
A Praia Inhame é uma praia do Arquipélago de São Tomé e Príncipe, localiza-se a Sul da ilha de São Tomé entre a Ponta de Lama Porco e a Praia Istanga, localizada na Ponta Cavingui e frente ao Ilhéu das Rolas.  